# Magma Aviation
Magma Aviation Ltd. è una compagnia aerea cargo con sede a Londra specializzata in servizi charter e regolari tra Europa, Africa e America.  Magma Aviation utilizza quattro Boeing 747-400 operati da Air Atlanta Icelandic.

## Storia
La compagnia è stata fondata nel dicembre 2009 e ha iniziato le operazioni nell'anno successivo. Dal 2012 ha cominciato a operare con aeromobili cargo a grande capacità gestiti commercialmente e operativamente da compagnie aeree partner.
Nel 2017 Chapman Freeborn ha aumentato la quota in Magma Aviation fino a raggiungere il 75%. Lo specialista globale di operazioni charter deteneva già una partecipazione di minoranza in Magma sin dal lancio della società.
Nel 2019, Freeborn ha ceduto la società ad Avia Solutions Group, una holding globale dell'aviazione con sussidiarie impiegate nella manutenzione degli aeromobili, addestramento dei piloti, assistenza a terra, rifornimento di carburante e soluzioni IT per l'aviazione.

## Destinazioni
La società serve destinazioni in Nord e Sud America, Europa, Asia e Africa.

## Flotta
A gennaio 2024 la flotta di Magma Aviation era così composta: